# Slavko Kalezić
Slavko Kalezić (cirilica Славко Калезић, izgovorjava [slǎːʋko kâlezitɕ]), črnogorski igralec, pevec in tekstopisec * 4. oktober 1985
Na Pesmi Evrovizije 2017 je zastopal Črno goro s pesmijo »Space«, vendar se mu ni uspelo prebiti v finale. V polfinalu je končal s 56 točkami na 16. mestu od osemnajstih.

## Kariera

### X-Factor Adria
Leta 2013 je bil Kalezić tekmovalec prve sezone X Factor Adria, srbske različice X Factorja. V Podgorici v Črni gori je opravil avdicijo in uspešno napredoval na prev v tekmovanju. Mentor mu je bil Željko Joksimović.

### 2017: Pesem Evrovizije
29. decembra 2016 je prišla v javnost novica, da je bil Slavko Kalezić interno izbran za predstavnika Črne Gore na Pesmi Evrovizije 2017 s pesmijo »Space«. Pesem so napisali Adis Eminić, Iva Boršić in Momčilo Zeković. Slavko je nastopil v prvem polfinalu, vendar se s 56 točkami ni prebil v finale. Osvojil je šestnajsto mesto od osemnajstih.

### X-Factor UK
Julija 2017 je uspešno opravil avdicijo za štirinajsto serijo britanskege oddaje The X-Factorja. Med avdicijo je razkril, da mu je sodnik Louis Walsh svetoval avdicijo, ker je bil član Irske delegacije na Evroviziji 2017. Prebil se je naslednji del tekmovanja se je od štirih sodnikov dobil trikrat da.
Prebil se tudi čez Bootcamp in napredoval v sodniško hišo.
Njegova mentorica je postala Nicole Scherzinger.
Ker ga ni izbrala za oddaje v živo, je bil izločen s tekmovanja.

### Moja Istina
Aprila 2018 je Kalezić objavil knjigo Moja Istina (Moja resnica) v kateri opisuje svoje izkušnje, občutke, spoznanja na Evroviziji 2017 in X-Factor. Knjiga je izšla v črnogorskem jeziku.

## Diskografija

### Studijski album
| Naslov          | Podrobnosti                                                             | Opombe |
| --------------- | ----------------------------------------------------------------------- | --- |
| San o vječnosti | - Obravljeno: 2014 - Glasbena založba: N/A - Format: Digital prenos, CD | \| # \| Pesem \| Dolžina \| \| --- \| ----------------------------------- \| ------- \| \| 1. \| »Krivac« \| 4:06 \| \| 2. \| »Kraj« \| 4:32 \| \| 3. \| »Zašto« \| 3:39 \| \| 4. \| »Borim se« (featuring Neda Papović) \| 3:53 \| \| 5. \| »Scena« \| 3:31 \| \| 6. \| »Nemir« \| 3:38 \| \| 7. \| »You« \| 3:55 \| \| 8. \| »Feel the Love« \| 3:24 \| \| 9. \| »Lavice« \| 3:41 \| \| 10. \| »Muza« \| 3:51 \| |
| #               | Pesem                                                                   | Dolžina |
| 1.              | »Krivac«                                                                | 4:06 |
| 2.              | »Kraj«                                                                  | 4:32 |
| 3.              | »Zašto«                                                                 | 3:39 |
| 4.              | »Borim se« (featuring Neda Papović)                                     | 3:53 |
| 5.              | »Scena«                                                                 | 3:31 |
| 6.              | »Nemir«                                                                 | 3:38 |
| 7.              | »You«                                                                   | 3:55 |
| 8.              | »Feel the Love«                                                         | 3:24 |
| 9.              | »Lavice«                                                                | 3:41 |
| 10.             | »Muza«                                                                  | 3:51 |

### Pesmi
| Pesem            | Leto | Album           |
| ---------------- | ---- | --------------- |
| »Muza«           | 2011 | San o vječnosti |
| »Krivac«         | 2014 | San o vječnosti |
| »Feel the Music« | 2015 | Brez albuma     |
| »Freedom«        | 2016 | Brez albuma     |
| »Space«          | 2017 | Brez albuma     |
| »El Ritmo«       | 2018 | Brez albuma     |
| »Moonlit Night«  | 2019 | Brez albuma     |
| »Love Letter«    | 2019 | Brez albuma     |